# Jakob Friedrich von Briest
Jakob Friedrich Heinrich von Briest (* 8. November 1695 auf Schloss Nennhausen; † 18. Juni 1768 ebenda) war ein preußischer Generalmajor und Kommandeur des Infanterieregiments „Hessen-Darmstadt“.

## Leben

### Herkunft
Er war der Sohn von Georg Christoph von Briest (* 27. November 1660; † 7. September 1715) und dessen Ehefrau Anna, geborene von Stedern (* 19. Dezember 1666; † 16. September 1762 in Spandau). Sein Vater war Herr auf Nennhausen und Bamme sowie Landrat des Westhavelkreises.

### Militärlaufbahn
Briest wurde 1708 als Junker im Infanterieregiment „Markgraf Heinrich“ der Preußischen Armee angestellt. Bis Juni 1724 stieg er zum Kapitän und Kompaniechef auf. In den kommenden Jahren ersuchte Briest mehrfach um seine Dimission, die König Friedrich Wilhelm I. jedoch jedes Mal ablehnte. Er nahm mit dem Regiment 1744/45 am Zweiten Schlesischen Krieg teil, wurde am 27. Mai 1751 Regimentskommandeur und erhielt schließlich am 24. April 1756 mit dem Charakter als Generalmajor seinen Abschied.

### Familie
Er heiratete am 17. Juli 1729 Dorothea Regina von Düringshofen († 3. August 1737) aus dem Haus Pinnow. Das Paar hatte eine Tochter:
- Florine Juliane Friederike (* 17. Juli 1737; † 18. Januar 1808)

⚭ 1760 Georg Friedrich Ulrich von Bredow (1725–1777) (Eltern von Friedrich Ludwig Wilhelm von Bredow)
⚭ 1780 Balthasar Otto Philipp von Bredow († 1780)
⚭ 1781 Gebhard Philipp Christoph von Bredow (1740–1795)
Seine zweite Frau wurde 1743 Henriette Wilhelmine von Münchow  (* 1721; † 13. Oktober 1793). Das Paar hatte folgende Kinder:
- Friedrich Ludwig Christopher (um 1746; † 8. Juli 1763)
- Dorothea Elisabeth Wilhelmine († 21. Juli 1811) ⚭ 7. Juli 1770 mit Friedrich Otto Gustav von Kleist (1744–1794), Sohn von Franz Ulrich von Kleist